# Львовская летопись (XVI век)
Львовская летопись — русская летопись XVI века, содержащая известия до 1533 года.

## Текстология и содержание
Летопись была издана в 1792 году Н. А. Львовым, от которого получила своё название, с рядом пропусков. Оригинал издания Львова утерян. В начале XX века А. Е. Пресняковым был найден Эттеров список летописи, положенный затем в основу издания летописи в 1910—1914 годах в «Полном собрании русских летописей».
Летопись продолжается до 1533 года. Затем в ряде списков читается «Летописец начала царства». Львовская летопись содержит, в частности, «Хождение за три моря» Афанасия Никитина.
А. А. Шахматов отметил совпадение текста Львовской летописи и Софийской второй летописи в статьях с конца XIV века по 1518 год. По его мнению, основой обеих летописей был свод 1518 года. А. Н. Насонов предполагал, что источником этого свода был оппозиционный Ивану III свод 1480-х годов.
Я. С. Лурье указал на близость Львовской летописи к Архивскому списку Софийской второй летописи, вплоть до повторения дефектов этого списка. В то же время в ряде мест Львовской летописи имеются первичные чтения. Так, последняя сохранила известия, предположительно, восходящие к своду 1480-х годов и утраченные в Софийской второй летописи: известие об убийстве Дмитрия Шемяки, осуществлённом по указанию Василия II; полный текст рассказа о завоевании Новгорода в 1471 году и др. По мнению Лурье, источником Львовской летописи являлся свод 1518 года — непосредственный оригинал Архивского списка Софийской второй летописи. Первая часть Львовской летописи не имеет прямого соответствия с Софийской второй летописью. Эта часть близка к тексту Ермолинской летописи, совпадая с ней во всех отличиях, которые последняя имеет здесь по отношению к своему источнику — особой обработке «свода 1448 года», отразившейся также в Московском великокняжеском своде 1479 года. Львовская летопись отражает также текст, близкий к Радзивиловской летописи. Согласно Б. М. Клоссу, Львовская летопись является компиляцией двух памятников: вначале она следует своду 1518 года вплоть до его завершения, затем — своду 1560 года.
Выделяется две редакции свода 1518 года. Первая редакция была создана в результате соединения Ростовского свода 1489 года и великокняжеской летописи, доведённой до 1518 года и известной в составе Уваровской летописи). Вторая возникла в результате дополнения первой из различных источников, в том числе из Московского великокняжеского свода конца XV века, Сокращённого летописного свода 1491 года, материалов митрополичьего архива, компиляции, включавшей Ермолинскую летопись, летописи, сходной с Типографской, и Софийской первой летописи (по Клоссу). Одним из основных источников свода 1518 года считается свод 1480-х годов, оппозиционный Ивану III. К этому своду восходит ряд уникальных известий в Львовской и Софийской второй летописях, завершающийся известиями 1480-х годов. По мнению Клосса и В. Д. Назарова, составителями свода 1518 года были книжники московского Успенского собора. По мнению Кистерёва — летописец священника московской церкви Иоанна Лествичника Петра-Кифы, составившего также «Слова на второе перенесение мощей митрополита Петра» и «Сказания от чудес некоего любомудреца».

## Издание
- Летописец русской от пришествия Рурика до кончины царя Иоанна Васильевича / Издано Н. Л[ьвовым]. — СПб., 1792. — Ч. 1—5.
- Полное собрание русских летописей. — Т. 20. Львовская летопись [на основе Эттерова списка].
  - Т. 20. 1-я половина. Львовская летопись. Ч. 1 / Под ред. С. А. Адрианова. — СПб.: Типография М. А. Александрова, 1910. — 418 с.
  - Т. 20. 2-я половина. Львовская летопись. Ч. 2 / Под ред. С. А. Адрианова. — СПб. : Типография М. А. Александрова, 1914. — С. 420—686.
  - Т. 20. — Львовская летопись. — М., 2004. — 704 с.
- Львовская летопись. — Рязань: Узорочье, 1999.
  - Т. 1. — 720 с.
  - Т. 2. 648 с. — (Серия «Русские летописи», т. 4, 5).